# Täpplidtjärnen
Täpplidtjärnen är en sjö i Lycksele kommun i Lappland och ingår i Umeälvens huvudavrinningsområde. Sjön har en area på 0,0547 kvadratkilometer och ligger 275,2 meter över havet.

## Delavrinningsområde
Täpplidtjärnen ingår i det delavrinningsområde (718768-161331) som SMHI kallar för Rinner till Rusfors Dämningsområde. Medelhöjden är 284 meter över havet och ytan är 28,17 kvadratkilometer. Det finns inga avrinningsområden uppströms utan avrinningsområdet är högsta punkten. Avrinningsområdets utflöde Umeälven mynnar i havet. Avrinningsområdet består mestadels av skog (67 procent) och sankmarker (30 procent). Avrinningsområdet har 0,08 kvadratkilometer vattenytor vilket ger det en sjöprocent på 0,3 procent.